# غريغوريو غارسيا دي لا كيويستا
غريغوريو غارسيا دي لا كيويستا (بالإسبانية: Gregorio García de la Cuesta)‏ هو عسكري وضابط إسباني، ولد في 9 مايو 1741 في تودانكا في إسبانيا، وتوفي في 26 نوفمبر 1811 في مدينة ميورقة في إسبانيا.